# State of Dogs
State of Dogs (en mongol : Нохойн орон, alternativement Nokhoin Oron) est un film mongol sorti en 1998, réalisé et écrit par Peter Brosens et Dorjkhandyn Turmunkh.
Le film est montré à la Mostra de Venise de 1998, au festival international du film de Toronto de 1998, au festival international du documentaire de Yamagata de 1999. Il remporte le Grand Prix au festival du film Visions du réel de 1998.
Situé dans la capitale de la Mongolie, Oulan-Bator, le film combine des éléments documentaires avec des éléments fictifs dans l'histoire fragmentée, impressionniste et onirique de Baasar, un chien tué par un chasseur employé par la ville pour réduire sa population canine.
Garth Stein (en), auteur et producteur de films américain, a mentionné avoir été inspiré par State of Dogs pour écrire son roman à succès The Art of Racing in the Rain, adapté pour la télévision sous le nom Dans les yeux d'Enzo.